# Réflexe du cintre

Un cintre en fil de fer.

Le réflexe du cintre est une rotation involontaire de la tête lorsqu’un cintre en fil de fer est posé sur la tête.

## Description
Le réflexe du cintre désigne la rotation involontaire de la tête qui advient lors d’une compression unilatérale de la région fronto-temporale par la partie longue d’un cintre en fil de fer,,. La rotation se produit du côté de la compression,. Bien que le phénomène soit étudié, le mécanisme sous-jacent n’est pas encore connu.

## Applications médicales
Le réflexe du cintre est décrit en 1991 par J. E. Just Christensen. Dans son article New treatment of spasmodic torticollis?, Christensen décrit une expérience utilisant une boite en carton placée sur la tête. Il utilise ce phénomène pour le traitement d’un symptôme de la dystonie cervicale (en) et constate des améliorations dans la mobilité des patients. L’utilisation répétée de la boite en carton ne réduit pas les améliorations de mobilité. Ce traitement étant moins invasif que d’autres traitements de la dystonie cervicale, Christensen note qu’un travail important reste à faire pour concevoir une solution plus cosmétiquement acceptable qu’une boite en carton sur la tête.
Une équipe japonaise publie en 2018 l’article Pilot Study of a Device to Induce the Hanger Reflex in Patients with Cervical Dystonia dans lequel elle décrit la conception d’un serre-tête elliptique qui déclenche le réflexe du cintre. Le serre-tête est conçu pour ne pas être visible quand la personne porte un chapeau et pour être cosmétiquement acceptable.

## Culture
Le réflexe du cintre est mentionné à la télévision pour la première fois en 1995 au Japon, alors qu’un homme décrit comment il le découvre par hasard, alors qu’il étudie avec un cintre autour de la tête. En août 2020, une tendance TikTok émerge autour de ce réflexe. En mai 2022, le hashtag associé (#hangerchallenge) comptabilise près de 31,9 millions de vues. 